# Calao de Sumba
Rhyticeros everetti
Espèce
Synonymes
- Aceros everetti

Statut de conservation UICN

 VU A2cd+3cd+4cd;B1ab(ii,iii,iv,v);C1+2a(ii) : Vulnérable
Statut CITES
Le Calao de Sumba (Rhyticeros everetti) est une espèce d'oiseaux de la famille des Bucerotidae.

## Répartition
Cet oiseau est endémique de Sumba (Indonésie).